# Naima Mahmudova
Naima Mahmudovna Mahmudova (russe : Наима Махмудовна Махмудова) était une médecin, femme d’État et personnalité publique soviétique ouzbèke. Elle a été députée du Soviet des nationalités des 10e et 11e convocations (1979-1989) et députée du Soviet suprême de la République socialiste soviétique d’Ouzbékistan lors de deux convocations.

## Biographie
Naima Mahmudovna Mahmudova est née le 10 août 1928 à Tachkent,, dans la famille du poète ouzbek Botu (Mahmud Hodiyev).
En 1951, elle a obtenu son diplôme de l’Académie médicale de Tachkent.
Jusqu'en 1958, elle a travaillé en tant que médecin-chef de la station d'hygiène épidémiologique sanitaire du district d'Ourgut, puis, de 1958 à 1963, en tant que médecin-chef de la station d'hygiène épidémiologique sanitaire régionale de Samarcande. En 1963, elle a déménagé à Tachkent avec sa famille.
De 1963 à 1971, elle a été vice-ministre de la Santé de la RSS d'Ouzbékistan. De 1971 à 1977, elle a été vice-présidente du Conseil des syndicats d'Ouzbékistan. De 1977 à 1986, elle a été présidente du Conseil des syndicats d'Ouzbékistan.
Elle a été deux fois députée du Soviet suprême de la République socialiste soviétique d'Ouzbékistan et deux fois députée du Soviet des nationalités du Soviet suprême de l'Union soviétique lors des 10e et 11e convocations (1979-1989), représentant la République socialiste soviétique autonome de Karakalpak,. Elle a occupé le poste de présidente de la Commission de la Santé du Soviet suprême de l'URSS. Elle était membre du Conseil central pan-union des syndicats, membre de la Société ouzbèke d'amitié et de relations culturelles avec les pays étrangers, ainsi que du Comité antifasciste des femmes soviétiques.
En 1968, elle a défendu sa thèse de maîtrise sur le «Développement historique de la thérapie en Ouzbékistan». En 1975, elle a défendu sa thèse de doctorat sur «L'organisation de la réadaptation médicale et l'adaptation sociale des patients atteints de paralysie cérébrale en Ouzbékistan». En 1986, elle a obtenu le titre de professeur.
De 1986 à 2000, elle a dirigé le département d'hygiène sociale (depuis 1997, le département d'hygiène générale, d'hygiène sociale et d'organisation de la santé) de l'Institut médical pédiatrique de Tachkent. Ensuite, elle a occupé le poste de professeure consultante au sein de ce département.